# 帕眼蝶
帕眼蝶（Speckled Wood）或譯作斑點木蝶，是一種廣泛分佈在歐洲林地的蝴蝶。

## 特徵及分佈
帕眼蝶其下有兩個亞種，包括分佈在北歐及東歐的P. a. tircis和在南歐的P. a. aegeria。P. a. tircis呈褐色，有淡黃色或奶白色的斑點，在前翅有深色的眼紋；P. a. aegeria的底色則較為橙色，後翅底有紅褐色的眼紋。兩個亞種正逐漸合而為一。它們也有分佈在北非及馬德拉的群落。分子分析發現非洲及馬德拉群落是近親，而與歐洲群落相距較遠，估計馬德拉群落是源自非洲，而非洲群落則與歐洲的隔離了一段長時間。雌性斑點木蝶較雄性鮮色，斑紋也較分明。它們的展翅闊4-4.5厘米，雌蝶的較雄蝶的闊。

## 行為
雄蝶有高度的地盤性，會保護自己的地盤，防止其他雄蝶入侵。雄蝶會留守其停留的位置，等待雌蝶的到來；或是會巡視其他地方尋找雌蝶。雄蝶的後翅上有3-4個眼紋。第四眼紋只會在飛舞時才能看到。擁有四個眼紋的帕眼蝶傾向飛舞尋覓配偶的行為。眼紋可以誤導鳥類等掠食者，只襲擊其翅膀邊緣，而非其身體。另外，群落的棲息地也會影響它們尋覓配偶的策略，例如在針葉林的雄蝶較喜歡留守等待，而在草坪的則會主動尋覓。

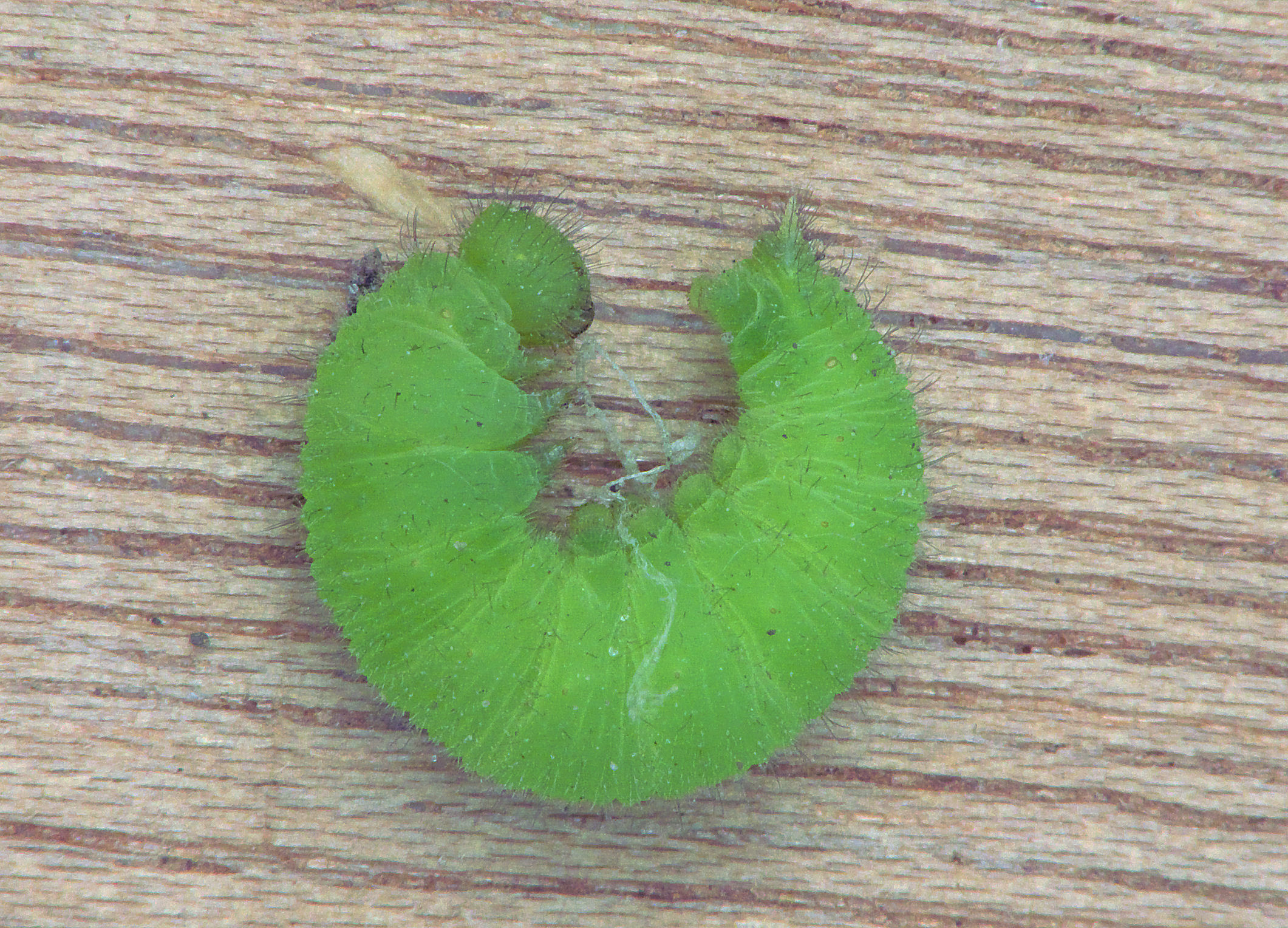
斑點木蝶的毛蟲。

## 生命周期
毛蟲的體型很短及呈綠色，尾巴開叉，主要吃草，如絨毛草。蛹是綠色或深褐色的。斑點木蝶會在半長成的毛蟲及蛹階段過冬，故每年它們成蟲飛舞的時間也較為複雜。